# 天空塔 (弗羅茨瓦夫)
天空塔是一座位於波蘭弗羅茨瓦夫的摩天大樓。該建築於2007年12月開始興建，並拆除了原位於原址約24層高的波特哥中心，自完工後，天空塔一直是該市最高的建築。一直在2020年年中被華沙塔超越之前一直是波蘭最高的建築。遊客可訪問位於49層的觀景台。

## 沿革

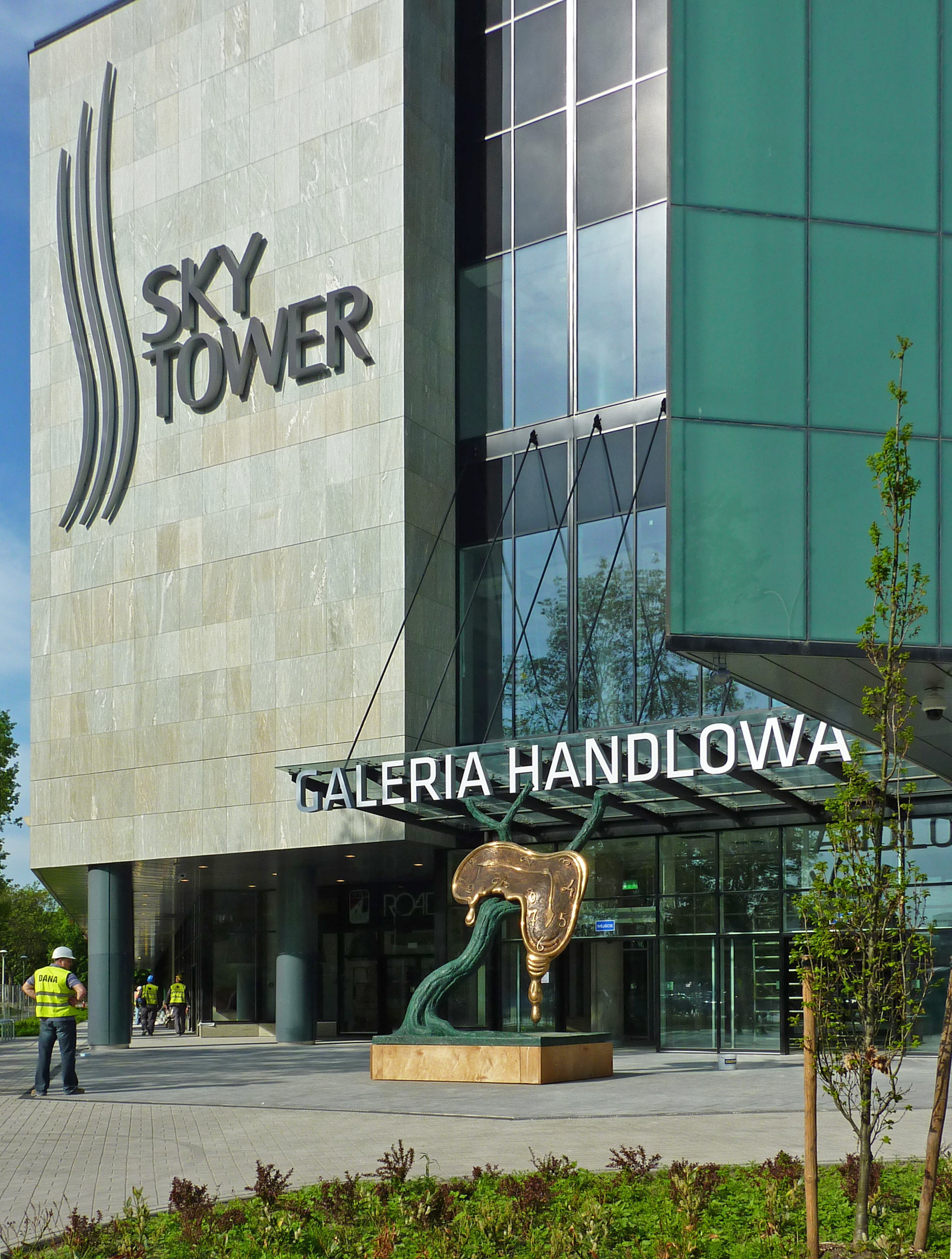
《時間輪廓》、薩爾瓦多·達利在天空塔前的雕塑，是從巴黎达利蒙马特空间永久借出

天空塔位於弗羅茨瓦夫市中心以南的一塊面積為27,362平方公尺的土地上，距離中央集市广场約2.5公里。
該建築群由 3 棟建築組成：
- B1樓：共有四層（-1、0、1、2）平台，設有購物中心，保齡球館。
- B2樓：一座 51 層高的塔樓，28至48層有184套公寓，下層為辦公空間。塔頂設有風雨籠和觀景台。49層設有一個玻璃觀景台，自2014年1月3日起向公眾開放。是弗羅茨瓦夫建築的最高制高點。[3]
- B3樓：一座19層的層疊式「風帆」風格建築，11至18層設有52套公寓以及辦公室。[4]

根據最初的建築規劃，天空塔將是一個住宅、辦公和商業綜合體，由7棟不同高度的建築組成，總建築面積超過26萬平方公尺。其中一棟公寓樓高258公尺，若完工將會成為波蘭最高的住宅大樓。該混合設施也包含一個可容納2,000多輛汽車的停車場。原定於2010年下半年完工。
2007年8月10日，投資者取得了建築許可證。並在12月6日進行摩天大樓的地基工程；2008年4月4日，奠基開工。
2008年，受到2007年－2008年環球金融危機的影響，天空塔的建設停工了整整一年。
2009年11月，波蘭億萬富翁萊謝克·查爾內基表示，該項目將重新設計，總高度降低至212公尺。隨後恢復建築工程，預計將於2012年底完工。2012年5月24日，天空塔的購物中心開業。

## 圖片

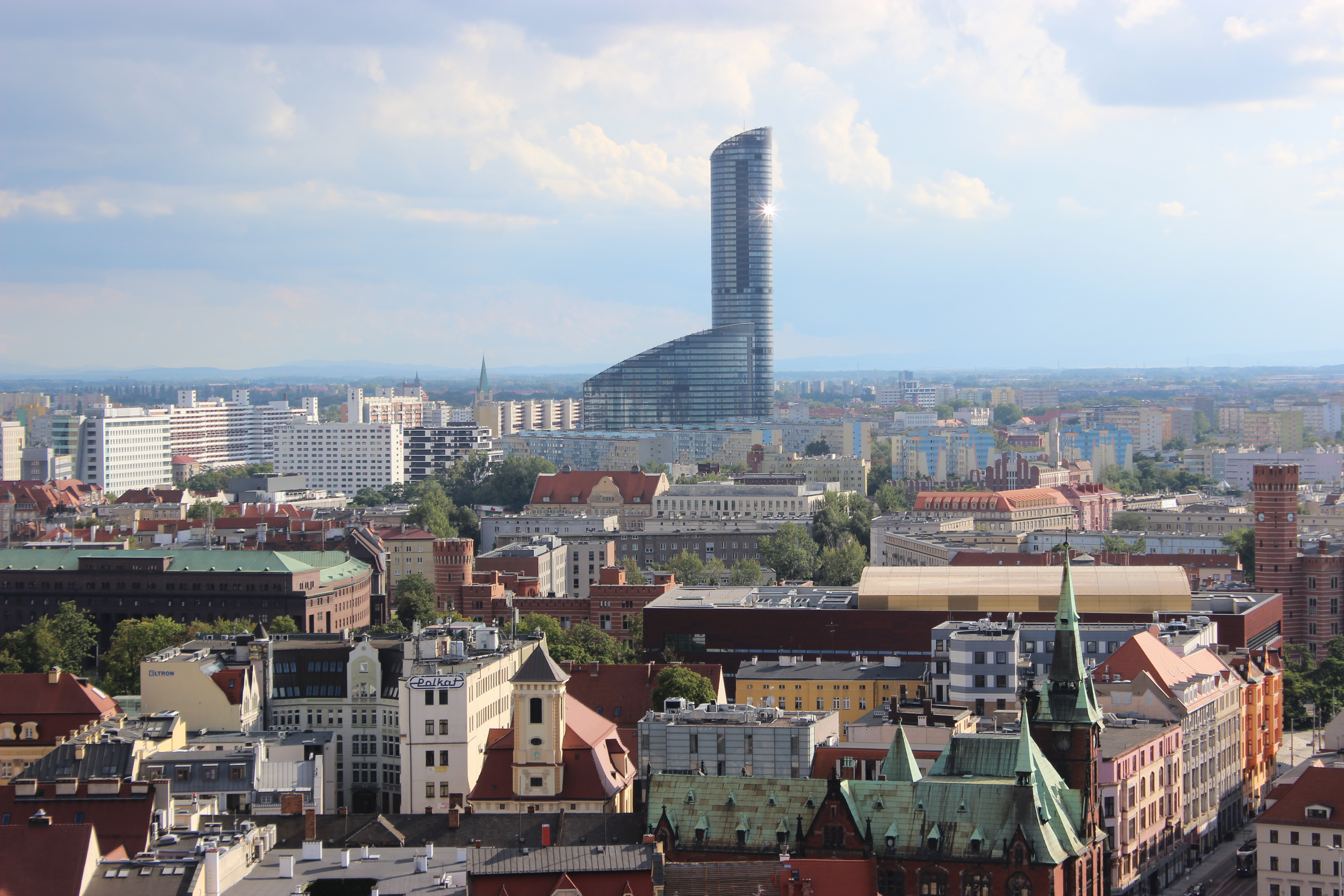
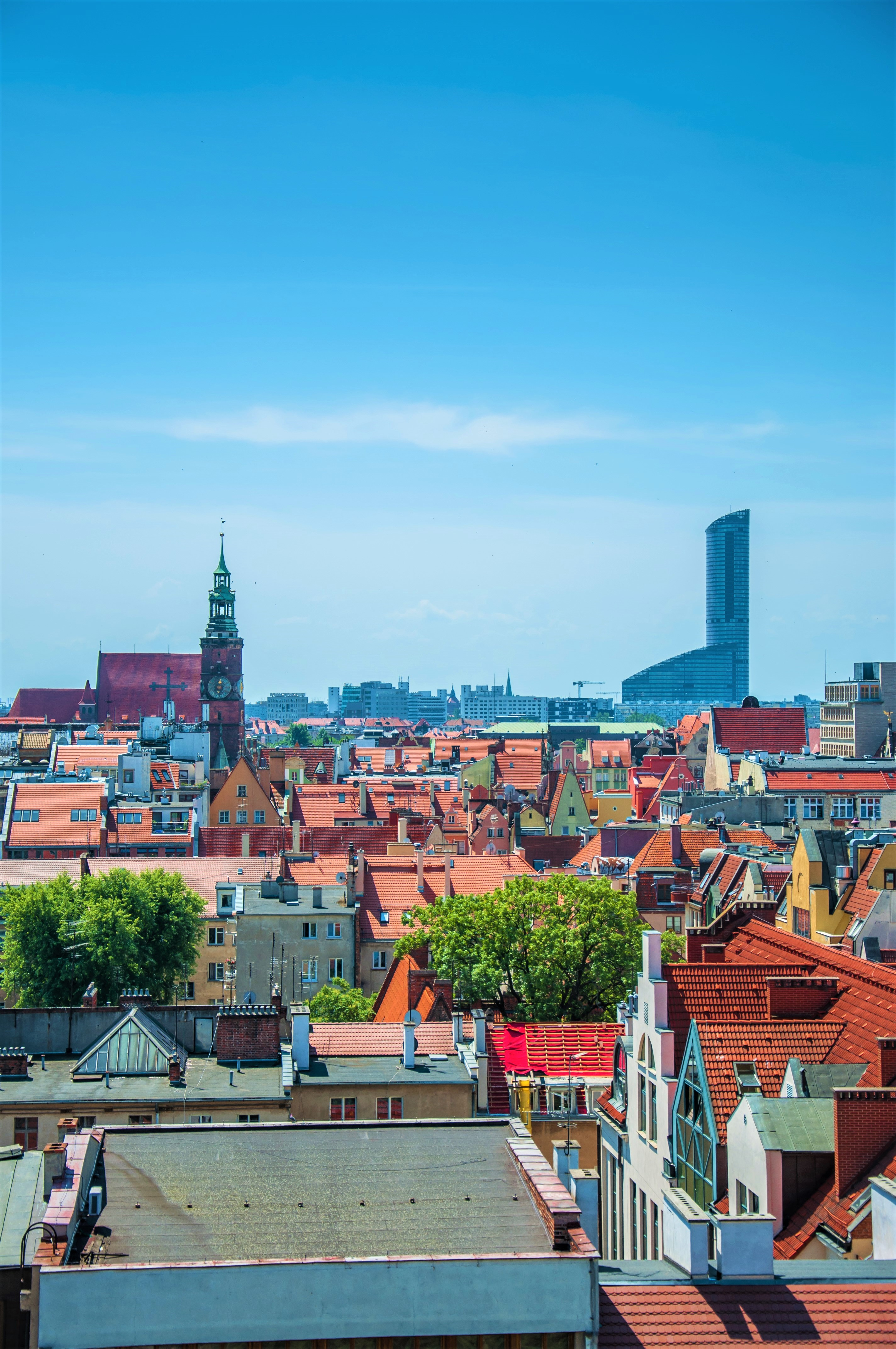
從弗羅茨瓦夫大學主樓看到的天空塔
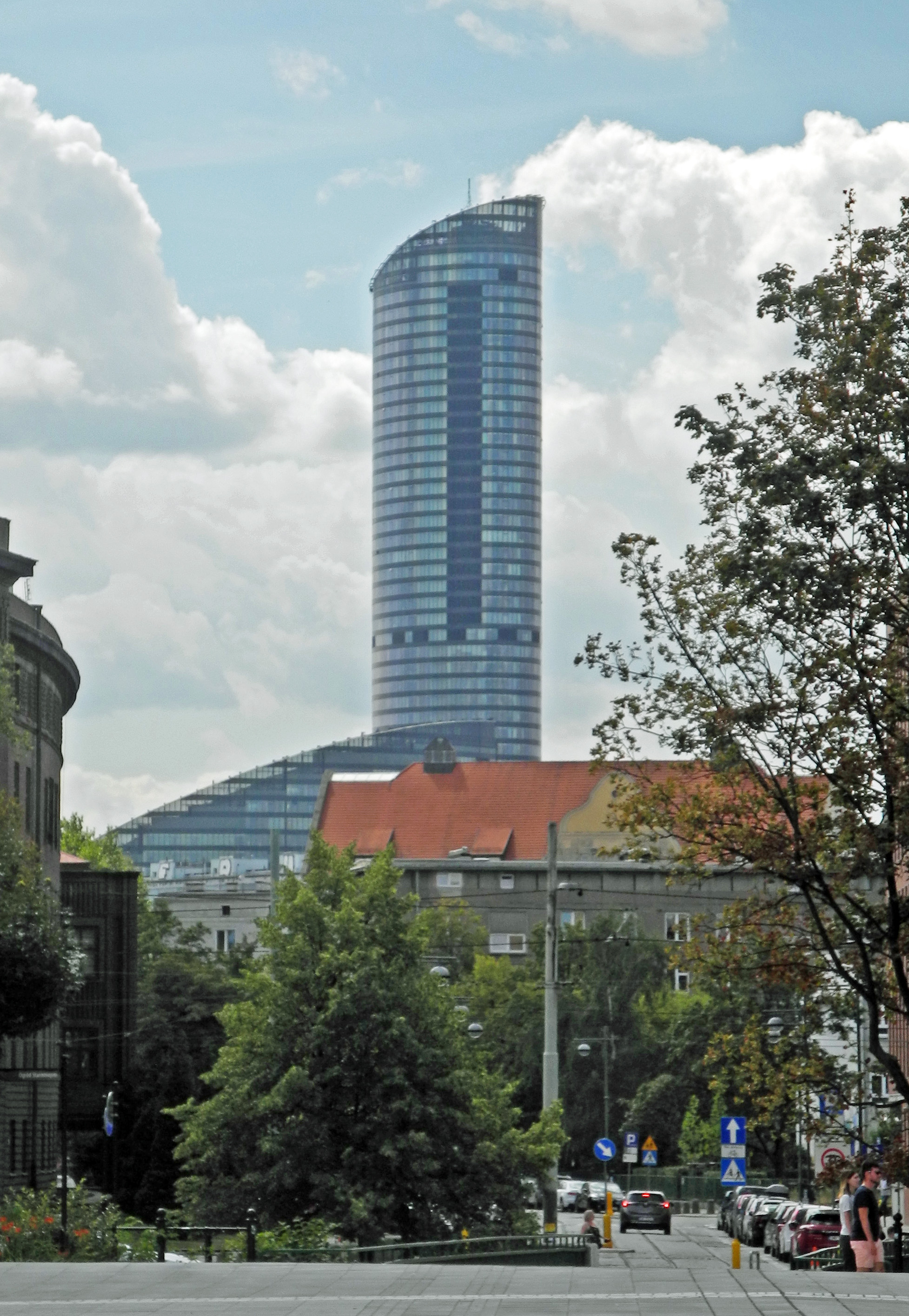
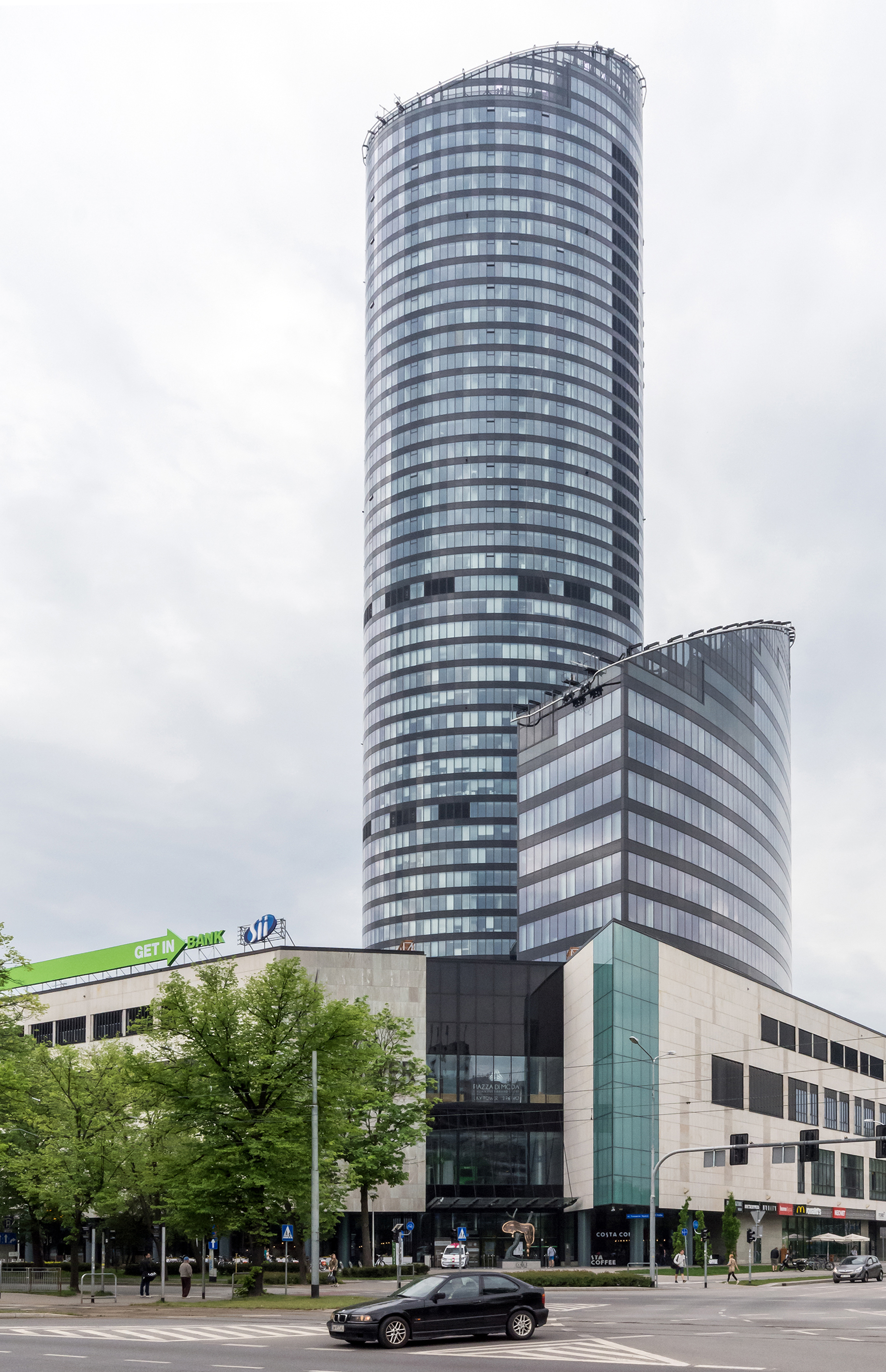

## 外部連結
- Official webpage （页面存档备份，存于） （波蘭語）
- Architect's webpage （页面存档备份，存于） （波蘭語）
- Photo gallery Sky Tower construction, views from the top. （页面存档备份，存于）

 维基共享资源上的相關多媒體資源：天空塔